# Chittorgarh (huyện)
Huyện Chittorgarh là một huyện thuộc bang Rajasthan, Ấn Độ. Thủ phủ huyện Chittorgarh đóng ở Chittorgarh. Huyện Chittorgarh có diện tích 10856 ki lô mét vuông. Đến thời điểm năm 2001, huyện Chittorgarh có dân số 1802656 người.